# Agnès Bove
Pour les articles homonymes, voir Bove.
 (juillet 2016).
Agnès Bove est une comédienne et soprano lyrique française.

## Biographie
Parisienne de naissance, Agnès Bove accomplit d’abord un double cursus d’études universitaires en Arts plastiques et en Théâtre à la Sorbonne. Elle entre à l’école de l’acteur Florent, en classe libre, où elle acquiert une formation de comédienne, métier qu’elle exerce aussitôt dans les répertoires classique et de théâtre musical. Elle rejoint la ligue d'improvisation française.
Agnès Bove reçoit le Prix Spécial du Jury au concours Offenbach. Puis, elle entre au Conservatoire National de Région de Boulogne-Billancourt et y obtient, la même année, son Premier Prix de Chant à l’unanimité. Elle interrompt trois ans sa carrière théâtrale pour intégrer le Centre de Formation Lyrique de l’Opéra Bastille. À sa sortie elle est soutenue et récompensée par la Singers Development Foundation.

### Ses rôles
Parmi ses rôles les plus marquants on retient : La Voix humaine, Alice (Falstaff), Musette (La Bohème) rôle pour lequel elle est engagée comme doublure à l’Opéra de Paris, Micaêla (Carmen), Gabrielle (La Vie parisienne), La Première Dame (La Flûte enchantée), Zerline (Don Giovanni), Wanda (La Grande-duchesse de Gérolstein), Lucy (L'Opéra de quat'sous).
Agnès Bove crée le rôle-titre dans l’opéra : Anne de Bretagne, à Rennes.
Au cours de ces années[Quand ?], elle travaille notamment avec : B. Broca, H. Camerio, Y. Coudray, O. Desbordes, J.M. Lecoq, PH. Macaigne, D. Pitoiset pour la mise en scène et sous la direction musicale de : S. Gilmore, M. Isepp, R. Kettelson, J. Suhubiette, D. Trottein.
Lors de la saison dernière[Quand ?], Agnès Bove participe à différents spectacles d’improvisations (du Cercle des Menteurs entre autres), dont un était entièrement chanté.
En 2004, elle chante dans Viva l’Opéra-(Comique) ! ou Le Fantôme de l’Opéra-Comique de Benoît Duteurtre, mis en scène par Robert Fortune.
En 2005, elle chante dans La Vie parisienne d'Offenbach, mis en scène par Olivier Desbordes.
En 2012, elle interprète dans la pièce Colorature, Mrs Jenkins et son pianiste - (pièce de théâtre)  de Stephen Temperley, mis en scène par Agnès Boury.
Depuis 2015, elle joue notamment le rôle de France, une bourgeoise des années 1950 au côté des actrices : Fabienne Chaudat, Trinidad, Bénédicte Charton ou encore Nelly Holson dans Et pendant ce temps Simone veille au Studio Hébertot, au théâtre Fontaine, à la comédie Bastille et en tournée dans toute la France.